# 髙橋孝治
髙橋 孝治（たかはし こうじ、1月18日 - ）は、日本の男性声優。東京都出身。賢プロダクション所属。

## 人物
以前はメディアフォースに所属していた。
特技はスノーボード、ツーリング、ビリヤード、野球、テニス。趣味はGLAYの音楽鑑賞、アニメ・ゲームの聖地巡礼、アコースティックギター。
野球観戦が好きで、読売ジャイアンツファンである。小学生の頃からGLAYの大ファンで、ライブには毎回参加している。

## 出演
太字はメインキャラクター。

### テレビアニメ
2009年
- 聖剣の刀鍛冶（騎士、囚人）

2012年
- K（2012年 - 2015年、秋山氷杜、エリック・スルト） - 2シリーズ
- ソードアート・オンライン（2012年 - 2013年、風林火山メンバー、レストランの客、野次馬、サラマンダー、ケットシー 他） - 1シリーズ + 特別編

2013年
- アウトブレイク・カンパニー（ロイク・スレイソン）
- 蒼き鋼のアルペジオ -アルス・ノヴァ-（隊員D）
- 俺の脳内選択肢が、学園ラブコメを全力で邪魔している（男子2、佐藤）
- ゴールデンタイム（男子A）
- 世界でいちばん強くなりたい!（観客）
- 大怪獣ラッシュ ウルトラフロンティア（2013年 - 2014年、ケムール人、ダダB（ブレイカーナンバーズ））
- DD北斗の拳
- Free!（男子生徒）
- まおゆう魔王勇者（魔族商人）
- 私がモテないのはどう考えてもお前らが悪い!（男子生徒）

2014年
- アイカツ!（スタッフ）
- アカメが斬る!（イエヤス）
- お姉ちゃんが来た（藤総一郎）
- 彼女がフラグをおられたら（乗客B）
- 星刻の竜騎士（アッシュ・ブレイク）
- ハイキュー!!（他校選手）
- ハナヤマタ（係員）
- Re:␣ ハマトラ（真宮）

2015年
- Go!プリンセスプリキュア（案内係）
- 城下町のダンデライオン（シークレットサービス）

2016年
- あんハピ♪（保育士2）
- SERVAMP-サーヴァンプ-（洞堂、相模）
- 坂本ですが?（男子生徒）
- ネトゲの嫁は女の子じゃないと思った?（カボたん、猫姫親衛隊員、リーダーB）
- ViVid Strike!（不良）
- 魔法つかいプリキュア!（2016年 - 2025年、大野壮太） - 2シリーズ

2017年
- 政宗くんのリベンジ（鈴木涼太）
- 進撃の巨人（調査兵）
- 将国のアルタイル（官吏、ロットウルムB、フリオ）
- プリンセス・プリンシパル（兵士）
- ドラえもん（テレビ朝日版第2期）（2017年 - 2019年、配達員、男性、出前待ち、警官）
- Dies irae（クラブの男）

2018年
- 続 刀剣乱舞-花丸-（太鼓鐘貞宗）
- 銀河英雄伝説 Die Neue These 邂逅（オペレーター）
- クレヨンしんちゃん（2018年 - 2024年、店員、怪獣、受付男、お笑い芸人B、イクル 他）
- 忍たま乱太郎（2018年 - 2022年、カワキタケ忍者、くせ者、スッポンタケ忍者）
- 狐狸之声（スラン、記者）

2019年
- 私、能力は平均値でって言ったよね!（盗賊）
- 僕のヒーローアカデミア（酒木泥泥）

2020年
- 本好きの下剋上 司書になるためには手段を選んでいられません（2020年 - 2022年、ヨハン） - 2シリーズ
- 文豪とアルケミスト 〜審判ノ歯車〜（堀辰雄）

2022年
- BORUTO-ボルト- NARUTO NEXT GENERATIONS（コダマ）

### 劇場アニメ
- 劇場版 K MISSING KINGS（2014年、エリック・スルト、秋山氷杜）
- 映画 魔法つかいプリキュア! 奇跡の変身!キュアモフルン!（2016年、男性）
- 劇場版 SERVAMP-サーヴァンプ- -Alice in the Garden-（2018年、洞堂永介[13]）
- クレヨンしんちゃん もののけニンジャ珍風伝（2022年、火遁忍者）

### ゲーム
2010年
- Starry☆Sky 〜After Winter〜（生徒 他）

2013年
- 大怪獣ラッシュ ウルトラフロンティア（ケムール人）
- ボーイフレンド（仮）（日向湊）

2014年
- 学園K -Wonderful School Days-（秋山氷杜）

2015年
- 学園K -Wonderful School Days- V Edition（秋山氷杜）
- 創作アリスと王子さま!（源星夜）
- パズルワンダーランド（主人公）
- 夢王国と眠れる100人の王子様（フリュー）

2016年
- 蒼空のリベラシオン（クラッズ）
- ヴァルキリーアナトミア -ジ・オリジン-（アネリアン）
- 刀剣乱舞（太鼓鐘貞宗）
- 文豪とアルケミスト（堀辰雄）

2017年
- 異世界でカフェを開店しました。（ラパン・フロワ・エトワール）
- トリックスター召喚士になりたい（クロード）
- ファイアーエムブレム Echoes もうひとりの英雄王（レオ）
- ファイアーエムブレム ヒーローズ（レオ）
- パラノーマルキス（星加満流）

2020年
- クイズRPG 魔法使いと黒猫のウィズ（イスタリ）

2022年
- ポケモンマスターズEX（2022年 - 2023年、アポロ）

### ドラマCD
- アイドルマスター2 眠り姫
- あっちこっち 第三巻
- お前のご奉仕はその程度か?（朝霧良太）
- 俺の彼女と幼なじみが修羅場すぎる
- 俺の彼女と幼なじみが修羅場すぎる2（坂上先輩・弟）
- 寄生彼女サナ（増川唐人）
- 子ひつじは迷わない 後編
- 星刻の竜騎士（アッシュ・ブレイク[25]）
- のうりん
- ハンツー×トラッシュ（中元）-第7巻限定版
- 妄想少女
- 陽だまりに吹く風
- MARKER LIGHT-BLUE ドラマCD「the Water flows into the Flame ~ヴェリテ オネット出会い編~」（2017年、ジャコ[26]）
- 俺様ティーチャー ドラマCD 10thアニバーサリーDISCサイドB
- 春風のエトランゼ1

### 吹き替え

#### 映画
- サイレント・ワールド2012（2011年、ネルソン〈ニック・アファナシエフ〉）
- 技術者たち（2016年、ジョンベ〈イ・ヒョヌ〉）

#### テレビドラマ
2010年
- タルジャの春（ジフン〈チュンホ〉）※フジテレビ韓流α版

2011年
- ロイヤルファミリー（ジョニー、チョ・ビョンジュン〈ドンホ〉）

2012年
- いばらの鳥（ソン・スチャン）
- 最高の愛〜恋はドゥグンドゥグン〜（キム・ジェソク）
- 千日の約束（イ・ムングォン）
- パダムパダム 〜彼と彼女の心拍音〜（イム・ジョン）

2016年
- 恋愛後遺症・SCROTAL RECALL(ディラン)
- 恋愛後遺症・LOVE SICK(ディラン)

2017年
- 麗〜花萌ゆる8人の皇子たち〜（ワン・ウン〈ビョン・ベクヒョン〉）
- 太陽の末裔(イ・チフン〈オニュ〉)

#### アニメ
- ワクフ（サー・トリストパン・ペルスダル）

### 特撮
- 仮面ライダーゴースト（2016年、眼魔スペリオルの声）

### ボイスコミック
- キミは宙のすべて（源星夜）

### ラジオ
※はインターネット配信。
- シャカリキック!平川大輔と頑張るフレッシュ（2011年 - 2012年、BBstation※）
- 星刻の竜騎士RADIO 〜アッシュとエーコ ドキドキ♡育成講座〜（2014年、音泉※）

### ナレーション
- コンカツ
- 丸亀製麺店内放送

### CM
- 愛の嵐
- RIDERS CLUB
- らんま1/2

## ディスコグラフィ

### キャラクターソング
| 発売日  | 商品名                                                             | 歌 | 楽曲                          | 備考                                                |
| 2017年  | 2017年                                                             | 2017年 | 2017年                        | 2017年                                              |
| ------- | ------------------------------------------------------------------ | --- | ----------------------------- | --------------------------------------------------- |
| 9月27日 | ボーイフレンド（仮）プロジェクト ミュージックアルバム 藤城学園 #01 | 日向湊（髙橋孝治） | 「dress U up」                | ゲーム『ボーイフレンド（仮）きらめき☆ノート』関連曲 |
| 9月27日 | ボーイフレンド（仮）プロジェクト ミュージックアルバム 藤城学園 #01 | 周圭斗（立花慎之介）、鳴海雅人（横山遵）、日向湊（髙橋孝治） | 「ホーンテッド パレード」     | ゲーム『ボーイフレンド（仮）きらめき☆ノート』関連曲 |
| 9月27日 | ボーイフレンド（仮）プロジェクト ミュージックアルバム 藤城学園 #01 | 喜多川翔太（KENN）、白川基（杉山紀彰）、日向湊（髙橋孝治）、穂高夏生（竹内栄治） | 「聖夜にsay yeah!!」          | ゲーム『ボーイフレンド（仮）きらめき☆ノート』関連曲 |
| 2018年  |                                                                    | |                               |                                                     |
| 1月24日 | ボーイフレンド（仮）プロジェクト ミュージックアルバム 藤城学園 #02 | 2-D | 「Twinkle Step」              | ゲーム『ボーイフレンド（仮）きらめき☆ノート』関連曲 |
| 1月24日 | 続『刀剣乱舞-花丸-』歌詠集 其の三                                  | 燭台切光忠（佐藤拓也）、大倶利伽羅（古川慎）、太鼓鐘貞宗（髙橋孝治） | 「奇しき巡りは粋な縁」        | テレビアニメ『続 刀剣乱舞-花丸-』エンディングテーマ |
| 3月14日 | 続『刀剣乱舞-花丸-』歌詠集 其の十                                  | 大和守安定（市来光弘）、加州清光（増田俊樹）、太鼓鐘貞宗（髙橋孝治）、不動行光（阪口大助）、小烏丸（保志総一朗）、大典太光世（浪川大輔）、ソハヤノツルキ（浅利遼太）、後藤藤四郎（村田太志） | 「花丸印の日のもとで ver.10」 | テレビアニメ『続 刀剣乱舞-花丸-』オープニングテーマ |

### シリーズ一覧
1. ↑  第1期（2012年）、第2期『RETURN OF KINGS』（2015年）
2. ↑  第1期（2012年）、特別編『Extra Edition』（2013年12月31日）
3. ↑  第1作（2016年 - 2017年）、第2作『魔法つかいプリキュア!!〜MIRAI DAYS〜』（2025年）
4. ↑  第2期（2020年）、第3期（2022年）

### ユニットメンバー
1. ↑  白川基（杉山紀彰）、日向湊（髙橋孝治）、鷺坂柊（櫻井孝宏）